# Camille Libar
Camille Libar (* 27. Dezember 1917 in Düdelingen; † 9. oder 10. Oktober 1991) war ein luxemburgischer Fußballspieler, der einen Teil seiner Laufbahn in seinem Heimatland verbrachte, ehe er die Karriere in Frankreich fortsetzte. Dort war er später zudem als Trainer aktiv.

## Als Spieler im Verein
Der Stürmer Libar begann das Fußballspielen im Jugendalter, als er 1932 bei Stade Düdelingen in seiner Heimatstadt anfing. Anschließend spielte er für einen Verein aus Bad Mondorf, wo er eine Lehrstelle in einer Metzgerei hatte. Er kehrte nach Düdelingen zurück, fand eine Arbeitsstelle in der Metallurgie und spielte wieder für den Stade, bei dem er 1935 mit 17 Jahren in die erste Mannschaft aufrückte. Mit dieser erreichte er in den nachfolgenden Jahren eine Reihe von Erfolgen, gewann 1938 den Luxemburger Fußballpokal und 1939, 1940, 1945, 1946 sowie 1947 die nationale Meisterschaft. Dazu war er sowohl 1946 als auch 1947 Torschützenkönig der höchsten Liga des Landes, was ihm dank seiner 17 bzw. 22 Treffer in diesen beiden Spielzeiten gelang. Vereinsintern war er sogar sechs Mal bester Torjäger. 
1947 wechselte Libar ins Ausland und unterschrieb beim unter den Bedingungen des Profifußballs stehenden französischen Erstligisten Racing Strasbourg. Bei diesem wurde er jedoch nur sporadisch aufgeboten und wechselte daher 1948 erneut. Mit Girondins Bordeaux nahm ihn ein Zweitligist aus dem Südwesten Frankreichs unter Vertrag. Er avancierte sofort zum Stammspieler und übertraf seine Qualitäten vor dem Tor aus Luxemburger Zeit deutlich, als er in 35 Partien, bei denen er im Verlauf der Saison 1948/49 auf dem Platz stand, 42 Mal traf. Dies brachte ihm die Trophäe für den besten Torjäger der Liga ein und verhalf seiner Mannschaft, die insgesamt 107 Tore auf dem Konto hatte, zum Aufstieg. Im nachfolgenden Jahr musste er sich in der Erstklassigkeit mit 13 Schüssen ins Ziel begnügen. Ein außergewöhnlicher Erfolg gelang ihm 1950 dennoch, da er mit einer zuvor aufgestiegenen Mannschaft direkt französischer Meister wurde. 
Im Anschluss an den Meistertitel wurde er im Sommer 1950 an den Zweitligisten FC Metz abgegeben, für den er in der nachfolgenden Spielzeit 17 Mal traf. Sein Wechsel zu Metz war von seinem neuen Arbeitgeber als Bedingung dafür genannt worden, dass Henri Baillot von Metz zu Bordeaux wechseln durfte. 1951 ging er zum Ligarivalen FC Toulouse, konnte mit neun erzielten Toren im Verlauf der Saison 1951/52 aber nicht an seine Torgefährlichkeit in den vorausgehenden Jahren anknüpfen. 1952 beendete er mit 34 Jahren nach 33 Erstligapartien mit 14 Toren sowie 86 Zweitligapartien mit 68 Toren in Frankreich seine Profilaufbahn.

## Nationalmannschaft
Libar war 19 Jahre alt, als er am 28. November 1937 bei einer 0:4-Niederlage im Rahmen der Qualifikation zur Weltmeisterschaft 1938 zu seinem Debüt für die luxemburgische Nationalelf kam. Die Leistung des jungen Spielers bei der Partie in Rotterdam wurde von den Medien als eher schwach wahrgenommen und dementsprechend kritisiert. Am 13. März 1938 konnte er in seinem dritten Länderspiel bei einem 2:3 gegen Belgien hingegen ein Tor erzielen, wobei er eine gute Leistung zeigte. Exakt eine Woche später trug er gegen Deutschland (1:2) zum ersten Mal die Kapitänsbinde. Dem folgte eine Zeit, in der er hauptsächlich an inoffiziellen Begegnungen seiner Nationalmannschaft teilnahm und zwischen 1940 und 1945 bedingt durch den Zweiten Weltkrieg ganz auf das Tragen des Nationaltrikots verzichten musste. 1947 ging er nach Frankreich, worauf eine dreijährige Pause folgte. Am 21. Mai 1950 gab er bei einer inoffiziellen Partie gegen eine englische B-Elf sein Comeback, wobei er gleich wieder Mannschaftskapitän war; danach folgten keine weiteren Berufungen. Insgesamt bestritt er acht Länderspiele und traf dabei drei Mal das Tor; zählt man die inoffiziellen Begegnungen hinzu, kommt er auf 24 Einsätze mit 13 Treffern.

## Trainerkarriere
Von 1953 bis 1957 trug er die Trainerverantwortung beim Amateurverein US Le Mans. 1957 übernahm er seinen zweitklassig antretenden Ex-Klub Girondins Bordeaux. Diesen führte er 1959 zum Aufstieg in die oberste Liga, was 1960 jedoch vom Abstieg als Tabellenletzter und seiner Entlassung gefolgt wurde. Am Ende seiner Laufbahn im Fußball war er als Spielertrainer bei einem Klub aus Montguyon aktiv. Überdies arbeitete er als Sportlehrer. Libar starb 1991 im Alter von 73 Jahren nach langer Krankheit.